# Dušan Bogdanović
Dušan Bogdanović (Belgrado, 1955) es un compositor y guitarrista serbio. Ha explorado lenguajes musicales que se reflejan en una síntesis de música clásica, jazz y música étnica. Como solista y en colaboración con otros artistas, Bogdanović ha realizado numerosas giras por toda Europa, Asia y Estados Unidos.

## Biografía
Dušan Bogdanović (serbio: Душан Богдановић) nace en Belgrado, Serbia en el año de 1955. Completó sus estudios de composición y orquestación en el Conservatorio de Ginebra con Pierre Wissmer y Alberto Ginastera. En el área de interpretación, se formó con la guitarrista María Livia São Marcos. Al principio de su carrera, recibió el Primer Premio en el Concurso de Ginebra y debutó en el Carnegie Hall en 1977. Después de haber sido profesor en el Conservatorio de Belgrado Academia y San Francisco (1990-2007), actualmente está contratado por el Conservatorio de Ginebra.
Ha colaborado también en proyectos multi-disciplinarios que involucran música, psicología, filosofía y bellas artes.

## Discografía parcial
- Worlds, M.A (1989)
- Keys to Talk By, M.A (1992)
- Bach with Pluck! ESS.A.Y  (1992)
- Levantine Tales, M.A (1992)
- Bach with Pluck! Vol. 2, ESS.A.Y (1994)
- In the Midst of Winds, (1994)
- Mysterious Habitats, Guitar Solo Publications, (1995)
- Unconscious in Brazil, Guitar Solo Publications (1999)
- Yano Mori, Intuition (1999)
- Canticles, Ediciones Doberman (2001)
- Early to Rise, (Palo Alto, 2003)
- And Yet..., Ediciones Doberman (2005)
- Winter Tale, Ediciones Doberman (2008)
- Look at the Big Birds, Carmen Alvarez, Francisco Bernier, Contrastes (2014)
- En la tierra, Ediciones Doberman (2015)
- Bogdanovic: Guitar Music, Angelo Marchese, Brilliant Classics (2015)